# قطعنامه ۱۲۲ شورای امنیت
قطعنامه  ۱۲۲ شورای امنیت سازمان ملل متحد که در تاریخ ۲۴ ژانویه ۱۹۵۷ تصویب شد، سندی بین‌المللی دربارهٔ مسئلهٔ هند-پاکستان است. این قطعنامه طی نشست ۷۶۵ام با ۱۰ موافق، ۰ مخالف و ۱ ممتنع تصویب شد.